# 比吉塔·本特松
比吉塔·本特松（瑞典語：Birgitta Bengtsson，1965年5月16日—），瑞典女子帆船运动员。她曾代表瑞典参加1988年夏季奥林匹克运动会帆船比赛，联同队友玛丽特·瑟德斯特伦获得女子470级银牌。